# Canton de Thouarcé
Le canton de Thouarcé est une ancienne division administrative française située dans le département de Maine-et-Loire et la région Pays de la Loire.
Il disparait aux élections cantonales de mars 2015, réorganisées par le redécoupage cantonal de 2014.

## Composition
Le canton de Thouarcé groupe dix-sept communes. Il compte 21 294 habitants (population municipale) au 1er janvier 2012.
| Nom                             | Code Insee | Intercommunalité            | Population (dernière pop. légale) |
| ------------------------------- | ---------- | --------------------------- | --------------------------------- |
| Thouarcé (chef-lieu)            | 49345      | CC des Coteaux du Layon     | 1 914 (2013)                      |
| Les Alleuds                     | 49001      | CC Loire Aubance            | 878 (2014)                        |
| Beaulieu-sur-Layon              | 49022      | CC Loire Layon Aubance      | 1 421 (2014)                      |
| Brissac-Quincé                  | 49050      | CC Loire Aubance            | 3 053 (2014)                      |
| Champ-sur-Layon                 | 49066      | CC des Coteaux du Layon     | 970 (2013)                        |
| Chanzeaux                       | 49071      | CC de la Région de Chemillé | 1 177 (2013)                      |
| Charcé-Saint-Ellier-sur-Aubance | 49078      | CC Loire Aubance            | 770 (2014)                        |
| Chavagnes                       | 49086      | CC des Coteaux du Layon     | 1 262 (2014)                      |
| Faveraye-Mâchelles              | 49133      | CC des Coteaux du Layon     | 678 (2013)                        |
| Faye-d'Anjou                    | 49134      | CC des Coteaux du Layon     | 1 406 (2013)                      |
| Luigné                          | 49186      | CC Loire Aubance            | 265 (2014)                        |
| Notre-Dame-d'Allençon           | 49227      | CC des Coteaux du Layon     | 684 (2014)                        |
| Rablay-sur-Layon                | 49256      | CC des Coteaux du Layon     | 744 (2013)                        |
| Saint-Lambert-du-Lattay         | 49292      | CC Loire Layon Aubance      | 2 004 (2013)                      |
| Saulgé-l'Hôpital                | 49327      | CC Loire Aubance            | 602 (2014)                        |
| Valanjou                        | 49153      | CC de la Région de Chemillé | 2 290 (2013)                      |
| Vauchrétien                     | 49363      | CC Loire Aubance            | 1 496 (2014)                      |

## Géographie
Situé dans le Saumurois, dans le centre du département, ce canton est organisé autour de Thouarcé dans l'arrondissement d'Angers. Sa superficie est de plus de 311 km2 (31 174 hectares), et son altitude varie de 16 mètres (Saint-Lambert-du-Lattay) à 116 mètres (Valanjou), pour une altitude moyenne de 70 mètres.
| Nom de la commune               | Surface (ha) | Alt. mini (m) | Alt. maxi (m) |
| ------------------------------- | ------------ | ------------- | ------------- |
| Les Alleuds                     | 1 047        | 49            | 73            |
| Beaulieu-sur-Layon              | 1 278        | 17            | 104           |
| Brissac-Quincé                  | 976          | 33            | 78            |
| Champ-sur-Layon                 | 1 919        | 22            | 92            |
| Chanzeaux                       | 3 147        | 19            | 104           |
| Charcé-Saint-Ellier-sur-Aubance | 1 684        | 36            | 90            |
| Chavagnes                       | 1 621        | 41            | 98            |
| Faveraye-Mâchelles              | 1 860        | 27            | 91            |
| Faye-d'Anjou                    | 3 040        | 22            | 104           |
| Luigné                          | 958          | 56            | 82            |
| Notre-Dame-d'Allençon           | 1 363        | 43            | 94            |
| Rablay-sur-Layon                | 744          | 20            | 89            |
| Saint-Lambert-du-Lattay         | 1 444        | 16            | 96            |
| Saulgé-l'Hôpital                | 660          | 48            | 72            |
| Thouarcé                        | 1 874        | 23            | 98            |
| Valanjou                        | 5 586        | 44            | 116           |
| Vauchrétien                     | 1 973        | 29            | 92            |

## Histoire
Le canton de Thouarcé (chef-lieu) est créé le 4 mars 1790, comprenant au début les communes de Faveraye, Faye et Thouarcé, augmenté en 1791 de celles d'Allençon, le Champ et Chavagnes.
En 1801, on y rajoute les communes Les Alleuds, Beaulieu, Brissac, Chanzeaux, Charcé, Gonnord, Joué-Etiau, Luigné, Quincé, Rablay, Saint-Ellier, Saint-Lambert-du-Lattay, Saulgé-l'Hôpital et Vauchrétien.
Le canton a conservé sa structure de l'époque, le nombre de communes étant diminué du fait de fusions de plusieurs d'entre elles : Quincé avec Brissac en 1964 (Brissac-Quincé), Charcé et Saint-Ellier en 1973 (Charcé-Saint-Ellier-sur-Aubance), Gonnord et Joué-Etiau en 1974 (Valanjou).
Initialement intitulé « Canton de Thouarcé et le Champ », il est rattaché au district de Vihiers, puis en 1800 à l'arrondissement de Saumur, et en 1824 à l'arrondissement d'Angers.
Dans le cadre de la réforme territoriale, un nouveau découpage territorial pour le département de Maine-et-Loire est défini par le décret du 26 février 2014. La majeure partie du canton est alors rattachée au canton de Chemillé-Melay. Le canton de Thouarcé disparait aux élections cantonales de mars 2015.

## Représentation
Le canton de Thouarcé est la circonscription électorale servant à l'élection des conseillers généraux, membres du conseil général de Maine-et-Loire.

### Conseillers généraux de 1833 à 2015
| Période | Période      | Identité                              | Étiquette    | Qualité |
| ------- | ------------ | ------------------------------------- | ------------ | --- |
| 1802    |              | Timoléon de Cossé-Brissac (1775-1848) |              | Conseiller général désigné |
|         |              |                                       |              | |
| 1833    | 1855 (décès) | Thomas-Louis Desmazières              | Droite       | Premier Président à la Cour d'appel d'Angers Diplomate, conseiller municipal d'Angers Député (1815, 1830-1831), sénateur (1852-1855) Président du Conseil Général |
| 1855    | 1861         | Louis Garreau de La Barre (1798-1889) |              | Propriétaire à Saint-Rémy-la-Varenne |
| 1861    | 1870         | Charles-Léon Delaunay (1810-1882)     |              | Propriétaire à Angers |
| 1870    | 1904         | Théobald de Soland                    | Conservateur | Magistrat Propriétaire à Faveraye-Mâchelles Député (1876-1898), maire de Thouarcé                                                                                 |
| 1904    | 1919 (décès) | Edgar du Bouchet                      | Conservateur | Maire de Faye-d'Anjou |
| 1919    | 1933 (décès) | Léon Bourcier                         |              | Maire de Rablay-sur-Layon |
| 1933    | 1936 (décès) | Paul Lecacheur                        | Conservateur | Médecin Maire de Faye-d'Anjou |
| 1936    | 1940         | Henri Cesbron-Lavau (1870-1971)       | Conservateur | Officier, ancien élève de Saint-Cyr Maire de Faveraye-Machelles Nommé conseiller départemental en 1943                                                            |
|         |              |                                       |              | |
| 1945    | 1951         | Henri Cesbron-Lavau                   | DVD          | Maire de Faveraye-Machelles |
| 1951    | 1976         | Pierre de Saint-Pern (1919-2007)      | DVD          | Propriétaire à Thouarcé |
| 1976    | 1994         | Jean-Robert Jolivet (1921-1996)       | UDF-CDS      | Maire de Chanzeaux |
| 1994    | 2001         | Camille Laurendeau                    | DVD          | Chef d'entreprise Maire de Valanjou (1989-2001) |
| 2001    | 2015         | Michel Piron                          | UDF UMP      | Enseignant, puis chef d'entreprise Député (2002-2017) Maire de Thouarcé (1983-2003) Président de la C.C. Coteaux du Layon (1983-2008)                             |

### Résultats électoraux détaillés
- Élections cantonales de 2001 : Michel Piron (UDF) est élu au 1er tour avec 56,38 % des suffrages exprimés, devant Anne Girault (Divers gauche) (32,57 %), Dany Cornet (FN) (4,3 %) et Emmanuel Gruand (PCF) (3,75 %). Le taux de participation est de 72,43 % (9 205 votants sur 12 709 inscrits)[10].
- Élections cantonales de 2008 : Michel Piron (UMP) est élu au 1er tour avec 57,19 % des suffrages exprimés, devant Philippe Cesbron (VEC) (37,91 %) et Guy  Bouvier (PCF) (4,89 %). Le taux de participation est de 71,5 % (10 280 votants sur 14 378 inscrits)[11].

### Conseillers d'arrondissement (de 1833 à 1940)
| Période | Période      | Identité                                                   | Étiquette               | Qualité |
| ------- | ------------ | ---------------------------------------------------------- | ----------------------- | --- |
| 1833    | 1848         | M. Dubois                                                  |                         | Maire de Brissac                                                                                            |
|         |              |                                                            |                         | |
|         | 1893 (décès) | Comte Georges Charles Marie d'Aviau de Piolant (1840-1893) |                         | Ancien Sous-Préfet, maire de Champ-sur-Layon                                                                |
|         |              |                                                            |                         | |
| 1919    | 1928 (décès) | Albert Sourdrille (1862-1928)                              |                         | Médecin à Thouarcé                                                                                          |
| 1928    | 1934 (décès) | Joseph Pesneau (1866-1934)                                 |                         | Maréchal ferrant, maire de Thouarcé                                                                         |
| 1934    | 1940         | Louis Vallée (1884-1942)                                   | Républicain indépendant | Maire de Faye-d'Anjou                                                                                       |
| 1940    |              |                                                            |                         | Les conseils d'arrondissement ont été suspendus par la loi du 12 octobre 1940 et n'ont jamais été réactivés |

## Démographie
| 1962   | 1968   | 1975   | 1982   | 1990   | 1999   | 2006   | 2011   | 2012   |
| ------ | ------ | ------ | ------ | ------ | ------ | ------ | ------ | ------ |
| 15 029 | 14 501 | 13 906 | 14 504 | 15 759 | 16 736 | 19 132 | 21 014 | 21 294 |